# Trinidad con santos (Andrea del Castagno)
Trinidad con santos o Aparición de la Trinidad a los santos Jerónimo, Paula y Eustoquia de Andrea del Castagno, es un fresco de la basílica de la Santissima Annunziata de Florencia; mide 285 x 173 cm y está fechado entre 1453 y 1454.
Bajo el fresco se conservaba también la sinopia, que actualmente se expone en el museo del Cenacolo di Sant'Apollonia de la misma ciudad.

## Historia

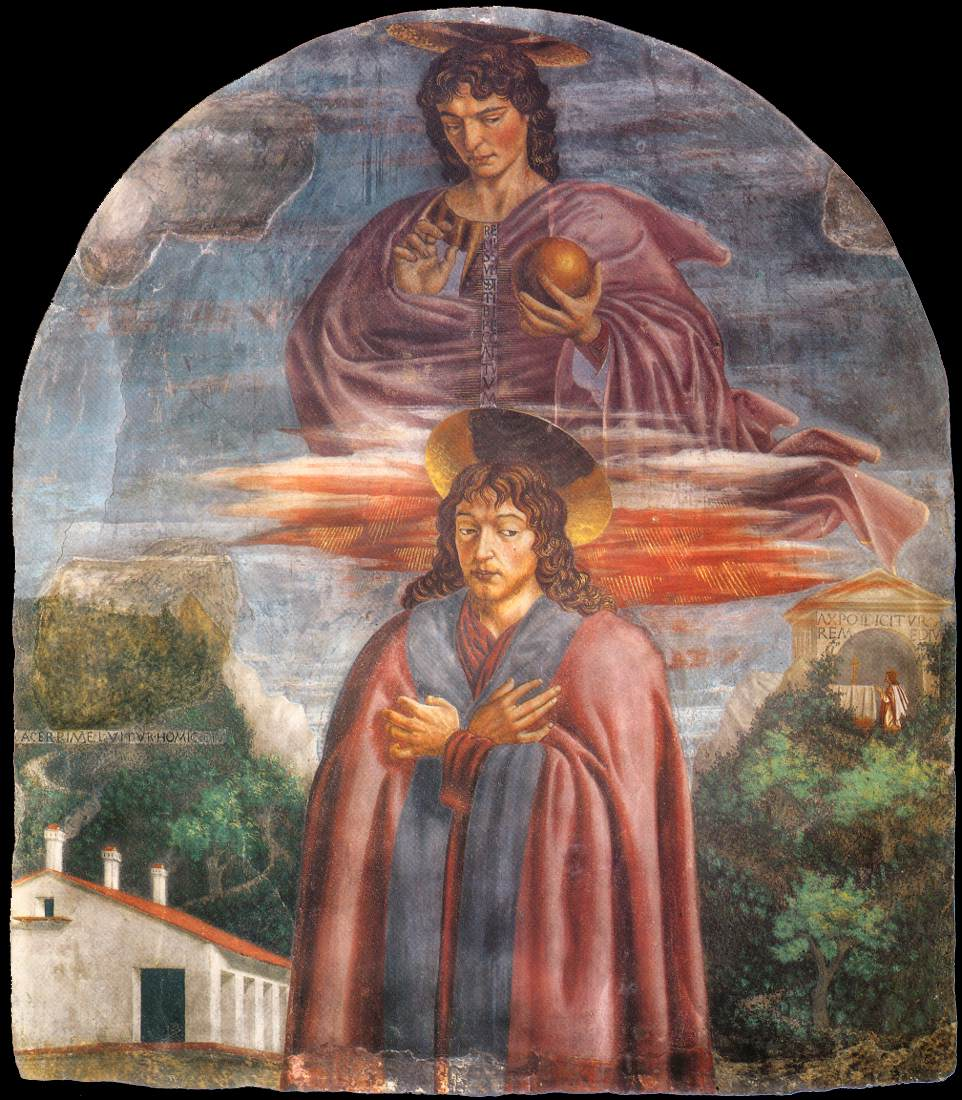
San Julián y el Redentor.

El comitente que encargó el fresco de la Annunziata fue Gerolamo Corboli (lo que explica la presencia de su santo patrón), al igual que el San Julián y el Redentor de la capilla contigua y los frescos perdidos de la iglesia de San Egidio, todos ellos a Andrea del Castagno.
No hay noticias del fresco de la Trinidad desde el siglo XVI cuando quedó cubierto, y fue redescubierto en época relativamente reciente. Con el paso de la capilla a la familia Caiani da Montauto en el año 1553 se cubrió con una pala d'altare (retablo), con el tema del Juicio Universal, que pintó Alessandro Allori. En el año 1899, Heinrich Brockhaus, confrontando las dos ediciones de le Vite de Vasari (respectivamente la de 1550 y 1568) notó la diferencia en la descripción de la capilla. Se hizo retirar el retablo de Allori y apareció debajo el fresco de Andrea del Castagno. 
En 1937 el fresco fue pulido y repintado en ciertas partes de la zona inferior donde se había perdido la materia pictórica. Tras la inundación de Florencia de 1966 se sometió a una nueva restauración, durante la cual apareció la sinopia de los tres santos, que se decidió separar del muro.

## Composición
La escena se divide en dos secciones: en la parte superior con la Trinidad, donde destaca el violentísimo escorzo del Crucificado, del que no hay precedentes en la historia del arte; en la parte inferior, los tres santos asisten a la visión divina. El perfil de las dos santas, y el escorzo del brazo izquierdo de San Jerónimo, acentúan el efecto de profundidad; mientras que el paisaje, árido y rocoso, no proporciona referencias y se cierra con el relieve de una montaña.
Obras con las que puede compararse son, como precedente, la Trinidad de Masaccio (ca. 1425), y como repercusión, el Cristo muerto de Mantegna (ca. 1480).

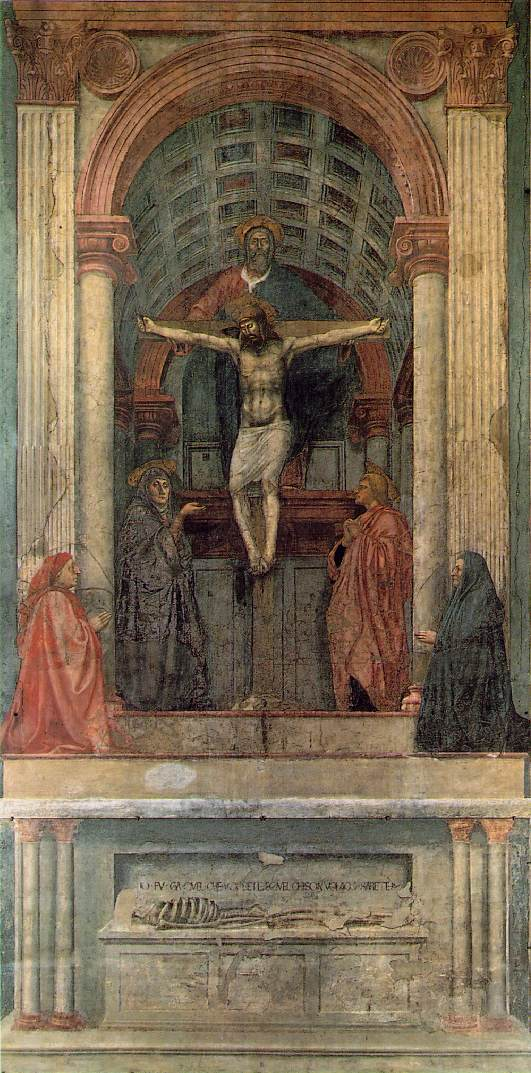
Masaccio.
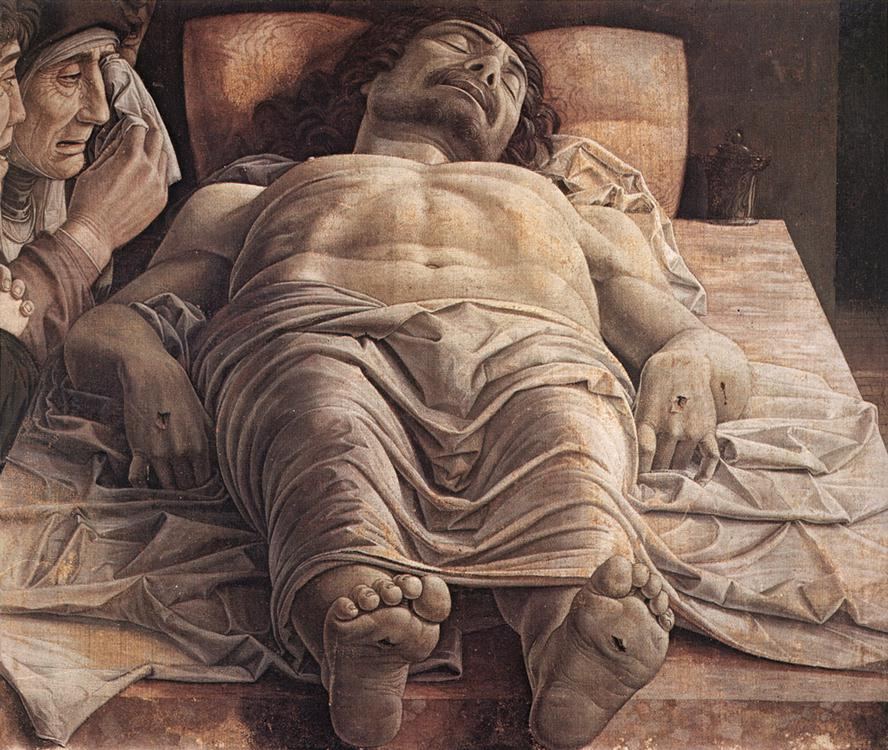
Mantegna

## Iconografía
La iconografía es rara y de identificación particularmente compleja, aunque el tema artístico de la Trinidad con santos ha tenido una cierta tradición en el arte cristiano. Para David Talbot Rice se trata de una interpretación del Gnadenstuhl ("Trono de Misericordia"), que pretendería subrayar la devoción al Crucificado de la Compagnia di San Girolamo ("Compañía de San Jerónimo", una cofradía florentina). Los atributos de San Jerónimo son obvios (el león, el capelo cardenalicio situado a sus pies, y el signo de penitencia que representa la piedra en la mano derecha con la que se golpeaba el pecho), pero las dos mujeres han sido identificadas de forma diferente, como la Virgen y una santa (con lo que la composición sería una sacra conversazione) pero la identificación de las santas Paula y Eustoquia (madre e hija) es más plausible al estar vinculada a su relación con San Jerónimo, que este mismo testificó en sus escritos (le acompañaron a Tierra Santa, donde emprendieron fundaciones monásticas asesoradas por él).

## Estilo

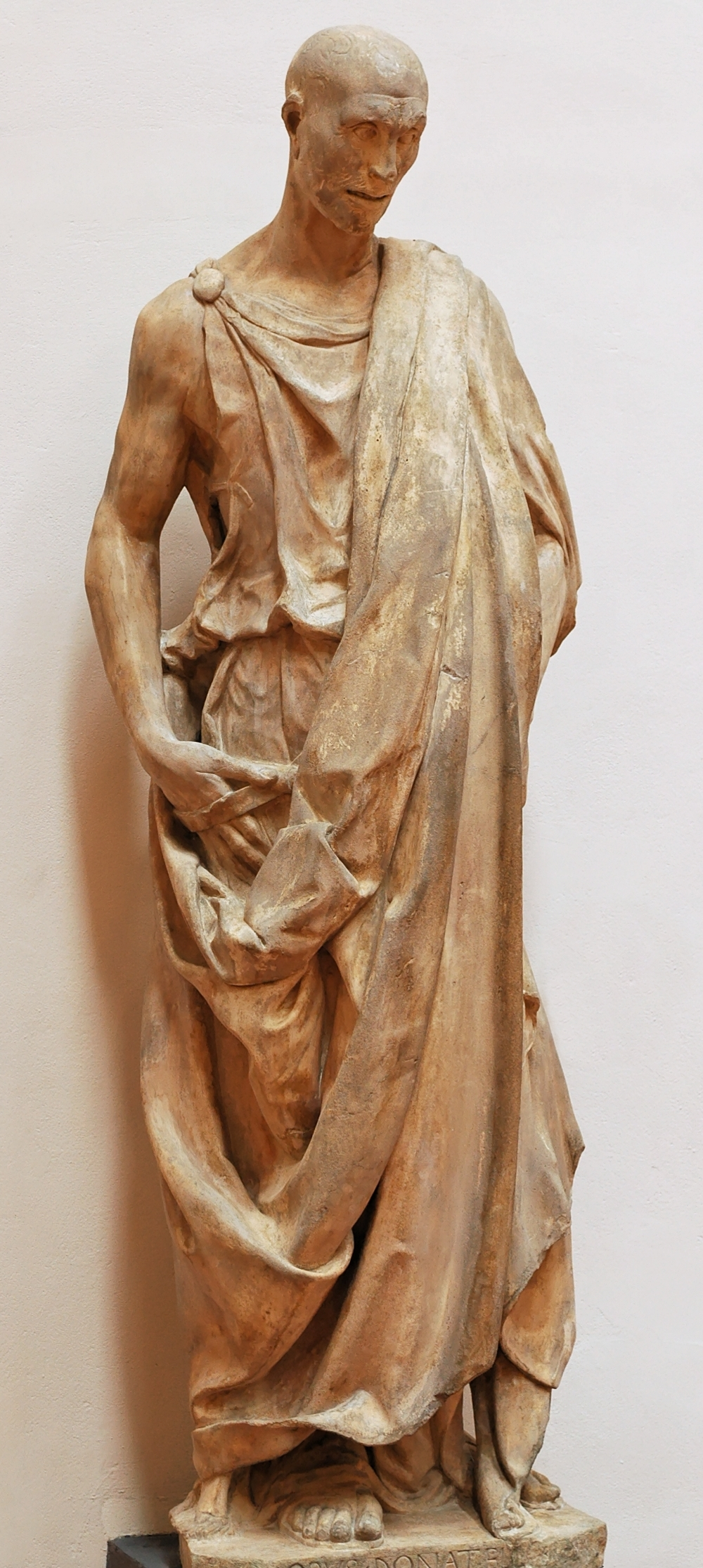
El Zuccone, de Donatello.

Particular énfasis se pone en San Jerónimo, detrás de cuya cabeza se dispone el punto de fuga de toda la composición. Su anatomía destaca su potencia física, con una línea de contorno vibrante y nerviosa que ha sido descrita como "exasperación realista". Su ropa, como el manto de Santa Paula (a la derecha), está realzado al claroscuro de modo que imita un relieve marmóreo. Efectos de acentuado luminismo se consiguen en los mantos de ambas santas empastando la luz y colores cálidos, que contrastan con el azul del celaje.
El Cristo se representa con una anatomía de perfección difícilmente igualada en el Quattrocento. El poderoso escorzo resulta convincente gracias a la coherente rotación en el espacio de su figura y de la del Padre, que muestran así al espectador el lado superior de sus cabezas, hombros y brazos. Se ha interpretado tan extraña postura como una correspondencia entre forma y contenido: las personas de la Trinidad son un misterio que forma parte de otro mundo, incomprensible para la razón humana.
Se ha indicado como posible influencia la escultura de Donatello, que en la época había vuelto de Padua a Florencia.

## La sinopia

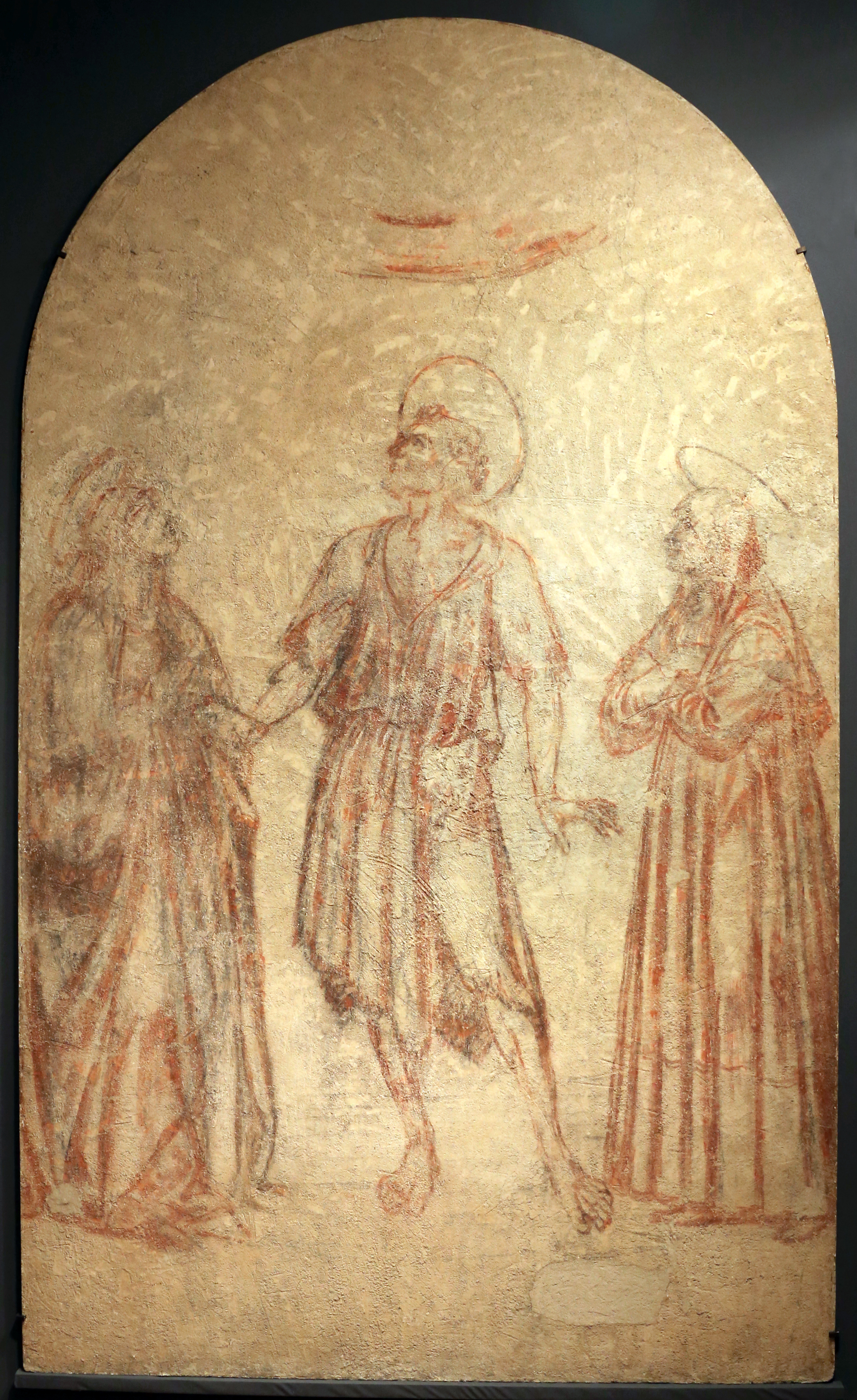
La sinopia.

La sinopia del fresco muestra la parte inferior, con los tres santos. Son evidentes las diferencias con el fresco final: las dos santas no están de perfil, sino en tres cuartos, y san Jerónimo tiene los brazos y la cabeza en posición completamente diferente. El fresco se realizó con la técnica de spolvero, trasladando las líneas principales de un cartón al muro, a pesar de la presencia de la sinopia. Vistas las diferencias entre sinopia y fresco, se ha propuesto que la primera sería obra de otro artista, y Andrea del Castagno sería el que la realizara finalmente tras haberse interrumpido los trabajos iniciales.